# Antonino Alessi
Antonino Alessi (Messina, 10 giugno 1912 – Cianghi Mariam-Mendida, 23 agosto 1938) è stato un militare italiano insignito di medaglia d'oro al valor militare alla memoria nel corso della grandi operazioni di polizia coloniale in Africa Orientale Italiana.

## Biografia
Nacque a Messina il 10 giugno 1912, all'interno di una famiglia di modesta condizione, figlio di Michele e Nunzia Ciarolo. Il 12 febbraio 1932 si arruolò volontario nella Legione allievi carabinieri di Roma, e nell'agosto successivo, nominato carabiniere a piedi, venne destinato in servizio alla Legione di Messina. Tre anni dopo, nel febbraio 1935, fu mobilitato per le esigenze legate alla situazione in Africa Orientale, dove le principali attività furono: operazioni di grande polizia; servizio informativo; prevenzione e repressione di reati; disarmo delle popolazioni e rastrellamento delle armi; servizio delle traduzioni; disciplina del traffico stradale; lotta contro il propagarsi delle malattie veneree; polizia amministrativa. Egli partì per la Somalia italiana con la 85ª Sezione CC.RR., sbarcando a Mogadiscio il 5 marzo. Successivamente prese parte alle operazioni belliche sul fronte somalo nel corso della guerra d'Etiopia. Rimasto in colonia e trasferito al comando superiore dei Carabinieri dell'Africa Orientale Italiana prese poi parte alle operazioni di grande polizia coloniale distinguendosi nell'ottobre 1936 nelle zone di Collubi, Gola, Baroda e Costone di Endole, venendo insignito della medaglia di bronzo al valor militare. Cadde in combattimento il 23 agosto 1938 a Cianghi Mariam - Mendida, nello Scioa, venendo insignito della medaglia d'oro al valor militare alla memoria. 
Il Carabiniere Antonino Alessi, è sepolto dopo il suo grande gesto nel Cimitero militare italiano di Addis Abeba. La caserma Carabinieri di Termini Imerese, è intitolata a lui in onore del suo sacrificio. 

### Fonti
1. 1 2 3 4  Combattenti Liberazione.
2. 1 2 3  Gruppo Medaglie d'Oro al Valor Militare 1965, p. 330.
3. ↑   ALESSI Antonino, Medaglia d'oro al valor militare, su Quirinale. URL consultato l'11 luglio 2021.
4. ↑  Bollettino Ufficiale dei Carabinieri Reali, 1937, p. 521.